# Horama tarsalis
Horama tarsalis là một loài bướm đêm thuộc phân họ Arctiinae, họ Erebidae.